# 病院坂の首縊りの家 (映画)
『病院坂の首縊りの家』（びょういんざかのくびくくりのいえ）は、1979年（昭和54年）5月26日に公開された日本映画。横溝正史作による同名の長編推理小説の映画化作品である。製作は東宝映画、配給は東宝。監督は市川崑、主演は石坂浩二。カラー、スタンダード・サイズ。

## 概要
市川・石坂の映画版シリーズ第5作で、リメイク版『犬神家の一族』（2006年）を除いて最後の作品となった。原作の舞台は東京・高輪であるが、映画では舞台を奈良県吉野に移しているほか、原作のように一旦迷宮入りはせず、事件発生から解決までが滑らかに流れるように物語が改められ、事件の展開も犯罪者たちも原作と異なっている。製作決定時に東宝が「病院坂」の“坂のロケ地”を募集したが、最終的に東宝から10分位の場所にある岡本町の住宅地の坂を「病院坂」としてロケ撮影した。また、吉野とされる街並みは伊賀・上野の車坂周辺でロケ撮影したものである。
本作は、横溝の新作である原作を東宝が映画化を進めたが、前作まで監督を担当した市川は、前作『女王蜂』でシリーズ終了を宣言していたため、当時、舞台の演出経験もあった主演の石坂が監督を兼任し、市川は石坂の補佐に回る予定で話が進められた。しかし企画をした角川春樹事務所から「これは新作だ。過去作なら兎も角、新人監督では困る」とクレームがつき、結局、市川が監督をする事になった。
出演者のうち、小林昭二・草笛光子・三木のり平・大滝秀治は石坂・加藤と共にシリーズ5作連続出演を達成した。ヒロインを演じた桜田淳子はアイドル歌手としてのデビューから6年を経ていたが、本作では充実した演技を見せている。また、石坂はシリーズで初めてクレジットが「トメ」(最後の1枚タイトル)に回り、トップは佐久間良子となった。その代り石坂のタイトルには「金田一耕助」と唯一役名が併記されている。横溝正史自身が冒頭とラストに推理作家役で（かなり長く）登場し、石坂と草刈が複雑すぎる家系図を前に漫才風に嘆息する場面など、シリーズを総括するセルフパロディ、エッセイ映画の側面も強い。シリーズ全体の最後でもあるラストシーンは、作家邸の明るいリビングで、訪れた草刈と中井との和やかな歓談であり（いちおう劇の一部であり、オフショットではない）、「また紅茶か」という横溝の妻（これも本人）に対するぼやきで締めくくられる。

## あらすじ
ある日、吉野市の先生（横溝正史）の所へ名探偵金田一耕助（石坂浩二）が訪ねてくる。そこで金田一はしばらく旅に出るつもりである事を告げる。パスポートの写真を撮るために、先生が薦める写真館へ赴く金田一。そこから事件が始まる。
写真館を訪れた金田一にその写真館の主人・本條徳兵衛（小沢栄太郎）は、殺されそうになったので調査して欲しいと依頼する。金田一が写真を撮ったその日、女性（桜田淳子）が写真館を訪れる。その女性は「結婚写真を撮りたいのである場所に夜来て欲しい」と告げ、消えて行った。そのある場所とは、他に正式な名前がありながら、ある時から「病院坂」と呼ばれるようになった場所にある、誰もが空き家と考えていた家であった。その日の夜、男（あおい輝彦）が写真館を訪れ、その廃屋とも呼べる場所で写真を撮る。そして写真が出来上がる日、廃屋を再び訪れた写真屋の若主人・直吉（清水綋治）は、風鈴のように吊り下げられたその男の生首を発見することとなる。
警察では捜査本部が設けられ、等々力警部（加藤武）の指揮のもと捜査が開始される。写真に写り、殺されていた男は山内敏男で、ジャズバンドのメンバーであった。そのバンドメンバーとして妹の小雪（桜田淳子）、吉沢（ピーター）などの名前が浮かんでくる。等々力警部の捜査が続く中、写真館の主人本條、バンドメンバーの吉沢などが殺されていく。自分に調査を依頼していた本條の死を聞いた金田一は呆然とする。
写真館で下働きをしていた黙太郎（草刈正雄）の協力の下に、金田一は調査を行っていく。そこで浮かんできたのは、昔ながらの風習と人の業によって苦しめられた、様々な人たちの悲しい人生であった。殺された法眼家の娘・由香利と山内敏男の妹・小雪が瓜二つというトリックや、その2人の出生の秘密などの謎が絡み合い、物語は悲劇的結末へと向かっていく。

### 原作からの改変の概要
昭和28年から昭和48年にわたる事件の前半部の要素から独自に展開させて物語を構成しており、後半部の内容は前半部から持ち越した謎の解明（由香利と小雪の入れ替わり、本條写真館が弥生の脅迫に使った写真乾板など）、小雪が終盤で語る兄妹の幼時の生活、徳兵衛殺害未遂の手法や未遂になった理由が原作の直吉と同じであること、吉沢が殺害され滋が関わっていること、徳兵衛が語る事業拡大計画が原作の本條会館に似ていることなどに限られる。原作では死体遺棄など、事後処理のみで殺人はしていない弥生が2名を殺害、1名も殺害しようとした。
- 由香利と滋は各々弥生や光枝の孫ではなく子であり、万里子夫妻や透の存在は省略されており、原作での万里子の役割の一部（冬子への応対など）が由香利に割り当てられている。千鶴は弥生の父親とは結婚しておらず、田辺光枝も五十嵐姓を名乗っていない。千鶴は病臥しつつも屋根裏部屋で秘かに生きていた。
- 舞台を「吉野市」へ移したことに伴い、アングリーパイレーツはトラックで米軍キャンプを回って演奏活動をしている設定に変わっており、山内兄妹の住居であるガレージも人里離れたところにある。敏男は法眼家への復讐を計画していたが、敏男が"天竺浪人"の仮名で書いた詩集は映画に出てこない。
- 金田一は最初から渡米を考えており、パスポート用写真撮影のために本條写真館を訪れ、そこで探偵だと名乗ったところ、徳兵衛から調査を依頼された。弥生からも事前に依頼を受けていた設定は無い。
- 職を転々としている写真館の助手・日夏黙太郎（原作の兵頭房太郎）は探偵業にも興味津々で、法眼家の複雑な家系なども調べ上げており、金田一の助手的な立場で立ち回る。
- 徳兵衛は法眼病院が所有する空きビルで、大きな風鈴が落下してくる仕掛けで殺されかけていた。生首風鈴事件の後、ニセ電話で直吉と黙太郎が呼び出されて留守の間に、徳兵衛は店の現像室で背後から殴られたうえ水槽に顔を押し付けられて溺死。写真館が保管していた法眼家に関係する写真乾板が割られていた。乾板の破片を整理して徳兵衛が弥生を脅迫していたことに気づいた直吉は自分が引き継ぎ、首縊りの家へ呼び出されたところ、頭上に落下してきたシャンデリアの吊り金具（敏男の生首が吊るされていたもの）で重傷を負って意識不明となる。
- 吉沢平次（原作の吉沢平吉）は小雪が由香利に成り替わっていることに気付いて滋を脅迫し、滋は弥生を脅迫、弥生が吉沢を呼び出しギターで撲打したうえ絞殺した。滋がその現場に呼び出されたところへ、吉沢が狙われる可能性に気付いた金田一が現れたため、滋は容疑者扱いされる。
- 金田一は古本屋で琢也の歌集を探し出して読み込み、南部風鈴を手掛かりに東北地方（水沢や北上）へ調査に行く。宮坂すみは、琢也を嫡子として扱うための五十嵐猛蔵の強引な処置の一環として追い出されていたのを、金田一が探し出して諸事情を聞き出す。さらに小雪が母・冬子の形見として持っていた風鈴の内側の銘が、琢也の歌集にも記載されていることを手掛かりに、風鈴職人の娘を探し出して冬子の出自を明らかにする。若かりし頃の弥生は養父の猛蔵との情事で妊娠し、冬子を出産していた。冬子が弥生不在の間に家に訪ねてきたのは、自分と弥生の血縁関係を知ったからであった。
- 冬子に関する真相が明らかになった後、小雪が敏男と由香利の死の顛末を語る。婚礼写真撮影のあとガレージへ戻ると、薬が切れかけて朦朧とした状態の由香利がトラックの荷台から抜け出し、敏男と争っている間に頭を強打して死亡した。敏男はガラス片で頸を切って自殺、死の間際に自分の生首を吊るすよう小雪に託し、小雪は弥生に助けを求めに行った。
- 真相解明の直後、弥生の専属車夫・三之介が千鶴の死を告げる。屋根裏部屋に向かった一同が千鶴に気を取られている間に、弥生は三之介の牽く人力車で抜け出し、首縊りの家の前への到着と同時に車内で自害した。本條写真館が代々脅迫のタネに使っていた写真乾板は、猛蔵と性交中の弥生を撮影したものであったが、金田一は独断で持ち出した乾板を割る。
- 冒頭とラストシーンでは、老推理作家（横溝正史）夫妻と仕事を手伝っている親戚の薬学生・妙ちゃんを、冒頭では金田一、ラストでは黙太郎が訪ねて語り合っている。ラストシーンでは金田一は既に渡米していてサンフランシスコから便りを1度寄越している[注 1]。写真館は黙太郎が辞めたあとスグに潰れ、黙太郎は職を探していた。なお、妙ちゃんは古本屋の場面にも登場する。

## 出演者
- 金田一耕助 - 石坂浩二
- 日夏黙太郎 - 草刈正雄
- 法眼弥生 - 佐久間良子
- 法眼由香利 / 山内小雪 - 桜田淳子
- 法眼琢也 - 菊地勇一
- 五十嵐千鶴 - 入江たか子
- 五十嵐猛蔵 - 久富惟晴
- 五十嵐滋 - 河原裕昌
- 田辺光枝 - 三条美紀
- 宮坂すみ - 白石加代子
- 等々力警部 - 加藤武
- 阪東刑事 - 岡本信人
- 加納巡査 - 大滝秀治
- 石切鑑識課員 - 三谷昇
- 山内冬子 - 萩尾みどり
- 山内敏男 - あおい輝彦
- 吉沢平次 - ピーター
- 佐川哲 - 林ゆたか
- 原田雅美 - 山本伸吾
- 秋山武彦 - 早田文次
- 本條徳兵衛 - 小沢栄太郎
- 本條直吉 - 清水綋治
- 雨宮じゅん - 草笛光子
- 妙ちゃん[注 2] - 中井貴惠
- 三之介 - 小林昭二
- 野呂十次 - 三木のり平
- 管理人権堂 - 常田富士男
- 花園海軍大尉 - 林一夫
- 老推理作家 - 横溝正史 （特別出演）

## スタッフ
- 監督 - 市川崑
- 製作 - 市川崑、馬場和夫、黒沢英男
- 企画 - 角川春樹事務所
- 原作 - 横溝正史
- 脚本 - 日高真也、市川崑(久里子亭名義)
- 音楽 - 田辺信一
- ジャズ演奏 - 江草啓介カルテット＋伏見哲夫（東宝レコード）
- 撮影 - 長谷川清
- 美術 - 阿久根巌
- 録音 - 矢野口文雄
- 照明 - 佐藤幸次郎
- 編集 - 小川信夫、長田千鶴子
- 助監督 - 橋本幸治
- 製作担当者 - 徳増俊郎
- 音響プロデューサー - 大橋鉄矢
- 撮影助手 - 岡田久広
- 美術助手 - 鈴木儀雄
- 録音助手 - 斉藤禎一
- 照明助手 - 村上修一
- 編集助手 - 船沢昌介
- 特殊機械 - 三輪野勇、鹿山和男
- 大道具 - 市村文雄
- 塗装・張物 - 杉本辰男、青山貞二
- 大工・建具 - 吉田高明、越水猛
- 装飾小道具 - 田代昭男、市丸洋
- 記録 - 土屋テル子
- スチール - 橋山直己
- 衣装 - 長島重夫
- 結髪 - 沼田和子
- 美粧 - 米山みき
- 演技事務 - 本田弘明
- 合成 - 三瓶一信
- 製作係 - 藤田昭
- 衣装協力 - 帯の岩田、京都一ノ橋
- 現像 - 東洋現像所

## ロケ地
三重県伊賀市上野
- 旧小田小学校（吉野警察署）
- 伊賀街道 上田商店前
- 伊賀上野城

世田谷区岡本1丁目付近
- オープニングの坂

## 備考
法眼由香利と山内小雪役は桜田淳子が一人二役で演じているが、封切前までは小雪役は桜田に似た女優(前野礼子)が演じているという設定でキャンペーンが行われた。桜田が出演した歌番組などでは、彼女とどこが似ているかなどを語っていた。